# Exhyalella natalensis
Exhyalella natalensis is een vlokreeftensoort uit de familie van de Dogielinotidae. De wetenschappelijke naam van de soort is voor het eerst geldig gepubliceerd in 1917 door Stebbing.